# Митчем, Мэттью
Мэ́ттью Ми́тчем (англ. Matthew Mitcham; род. 2 марта 1988, Брисбен) — австралийский прыгун в воду, олимпийский чемпион 2008 года по прыжкам в воду с десятиметровой вышки, получивший самую высокую оценку одиночного прыжка в олимпийской истории (рекорд был побит китайским прыгуном в воду Яном Цзянем в 2021 году). Награждён медалью ордена Австралии.

## Карьера
Мэттью — первый австралийский спортсмен, завоевавший золотую олимпийскую медаль по прыжкам в воду после Дика Ива, победившего на летних Олимпийских играх 1924 года, и был единственным открытым геем, выигравшим медаль летних Олимпийских игр 2008 года.
В 2009 году на чемпионате мира в Риме выиграл бронзу на метровом трамплине, уступив только 2 китайцам. В 2010 году стал победителем кубка мира, проходившем в Чаньчжоу.
В 2014 на Играх Содружества Мэттью Митчем завоевал в паре с Домоником Бедгудом золото в синхронных прыжках с 10-метровой вышки и два серебра (на метровом трамплине и в синхронных прыжках с 3-метрового трамплина в паре с Грантом Нелом).
В начале 2016 года объявил о завершении спортивной карьеры с тем, чтобы сосредоточиться на шоу-бизнесе.